# I-364 (tàu ngầm Nhật)
I-364 là một tàu ngầm vận tải thuộc lớp Type D1 được Hải quân Đế quốc Nhật Bản chế tạo vào giai đoạn cuối Chiến tranh Thế giới thứ hai. Nhập biên chế năm 1944, nó bị mất ngay trong chuyến vận tải đầu tiên, khi bị tàu ngầm Hoa Kỳ USS Sea Devil đánh chìm về phía Đông đảo Honshū vào ngày 16 tháng 9, 1944.

## Thiết kế và chế tạo

### Thiết kế
Tàu ngầm Type D là một kiểu tàu ngầm vận tải, được thiết kế dựa trên chiếc U-155 Deutschland của Hải quân Đế quốc Đức trong Thế Chiến I. Chúng có trọng lượng choán nước 1.808 tấn (1.779 tấn Anh) khi nổi và 2.251 tấn (2.215 tấn Anh) khi lặn, lườn tàu có chiều dài 73,5 m (241 ft 2 in), mạn tàu rộng 8,9 m (29 ft 2 in) và mớn nước sâu 4,46 m (14 ft 8 in). Con tàu có thể lặn sâu đến 75 m (246 ft), và có khả năng vận chuyển 85 tấn hàng hóa cùng mang theo hai xuồng đổ bộ Daihatsu.
Tàu ngầm Type D1 được trang bị hai động cơ diesel Kampon Mk.23B Model 8 tổng công suất 1.850 mã lực phanh (1.380 kW), mỗi chiếc vận hành một trục chân vịt. Khi lặn, mỗi trục được vận hành bởi một động cơ điện công suất 600 mã lực (447 kW). Khi di chuyển trên mặt nước nó đạt tốc độ tối đa 13 hải lý trên giờ (24 km/h; 15 mph) và 6,5 hải lý trên giờ (12,0 km/h; 7,5 mph) khi lặn dưới nước, tầm xa hoạt động của Type D1 là 15.000 hải lý (28.000 km; 17.000 mi) ở tốc độ 10 hải lý trên giờ (19 km/h; 12 mph), và có thể lặn xa 120 nmi (220 km; 140 mi) ở tốc độ 3 hải lý trên giờ (5,6 km/h; 3,5 mph).
Type D1 nguyên bản không được trang bị các ống phóng ngư lôi. Vũ khí trên boong tàu bao gồm một khẩu hải pháo 14 cm (5,5 in), cùng một pháo phòng không 25 mm Type 96 nòng đôi.

### Chế tạo
I-364 được đặt lườn như là chiếc Tàu ngầm số 5464 tại xưởng tàu của hãng Mitsubishi tại Kobe vào ngày 26 tháng 7, 1943. Nó được đổi tên thành I-364 vào ngày 20 tháng 10, 1943 trước khi được hạ thủy vào ngày 15 tháng 2, 1944. Con tàu hoàn tất và nhập biên chế vào ngày 14 tháng 6, 1944, dưới quyền chỉ huy của Đại úy Hải quân Makino Takeo.

## Lịch sử hoạt động
Sau khi nhập biên chế, I-364 được phối thuộc cùng Quân khu Hải quân Yokosuka, và được điều về Hải đội Tàu ngầm 11 để chạy thử máy huấn luyện. Sau khi hoàn tất nó được điều sang Hải đội Tàu ngầm 7 từ ngày 7 tháng 9, 1944. Chiếc tàu ngầm khởi hành từ Yokosuka vào ngày 14 tháng 9 cho chuyến đi vận tải đầu tiên hướng sang đảo Wake, dự định sẽ đến nơi vào cuối tháng 9.
I-364 đang đi trên mặt nước với tốc độ 9,5 kn (17,6 km/h) trong Thái Bình Dương ở vị trí 250 nmi (460 km) về phía Đông Honshū, khi nó bị tàu ngầm Hoa Kỳ USS Sea Devil phát hiện qua radar lúc 04 giờ 32 phút ngày 16 tháng 9. Sea Devil bắt đầu theo dõi I-364, nhận định nhầm mục tiêu là một tàu ngầm lớp I-58. Đến bình minh,  I-364 bắt đầu chạy zig-zag, và Sea Devil bắt đầu cơ động đến vị trí tấn công. Khi I-364 băng qua trước mũi Sea Devil ở khoảng cách 1,800 yd (1,646 m), chiếc tàu ngầm Hoa Kỳ phóng một loạt bốn quả ngư lôi Mark 18 tấn công. Hai quả trúng đích đã khiến chiếc tàu ngầm Nhật Bản đắm tại tọa độ 34°30′B 145°23′Đ / 34,5°B 145,383°Đ, với tổn thất toàn bộ 77 thành viên thủy thủ đoàn trên tàu.
Đến ngày 31 tháng 10, Hải quân Nhật Bản công bố I-364 có thể đã bị mất với tổn thất toàn bộ thành viên thủy thủ đoàn. Tên nó được cho rút khỏi đăng bạ hải quân vào ngày 10 tháng 12, 1944.